# Article 88 de la Constitution de la Cinquième République française
Article 87 Article 88-1
L'article 88 de la Constitution de la Cinquième République française prévoit que la République française puisse entrer dans des accords de coopération renforcés avec certains États. 

## Texte
« La République peut conclure des accords avec des États qui désirent s'associer à elle pour développer leurs civilisations. »
— Article 88 de la Constitution du 4 octobre 1958

## Contenu
L'article était originellement destiné aux pays qui, après leur indépendance, auraient souhaité conserver des liens de coopération étroits avec la France. Sa rédaction originelle était:
« La République ou la Communauté peuvent conclure des accords avec des États qui désirent s'associer à elle pour développer leurs civilisations. »
— Article 88 de la Constitution du 4 octobre 1958 (version d'origine)
. 
Le juriste Thierry Michalon remarque que la notion d'État associé est une reprise de la Constitution de 1946. Hervé Coutau-Bégarie et Jean-Louis Seurin écrivent que l'article devait s'appliquer aux territoires du Laos et du Cambodge. Il n'a jamais été reçu d'application.